# Antho burtoni
Antho burtoni är en svampdjursart som först beskrevs av Claude Lévi 1956.  Antho burtoni ingår i släktet Antho och familjen Microcionidae. Inga underarter finns listade i Catalogue of Life.